# Aspidiotus anningensis
Aspidiotus anningensis är en insektsart som beskrevs av Tang och Chu 1983. Aspidiotus anningensis ingår i släktet Aspidiotus och familjen pansarsköldlöss. Inga underarter finns listade i Catalogue of Life.